# Guido Tessari
Guido Tessari (Asiago, 12 settembre 1957 – Asiago, 29 luglio 2011) è stato un hockeista su ghiaccio e allenatore di hockey su ghiaccio italiano, campione d'Italia con la maglia dell'AS Mastini Varese nel 1989.

## Carriera

### Club
Cresciuto hockeisticamente nella sua città (aveva esordito in serie B con l'Asiago Hockey AS nel 1976-1977, vincendo tra l'altro quel campionato, nel quale l'Asiago era stato retrocesso per mancanza di copertura del pala Hodegart), ha poi giocato con l'HC Milano Saima (dal 1986 al 1988 in seconda serie, conquistando la promozione in massima serie nella seconda stagione, fu proprio lui a segnare la rete decisiva), AS Mastini Varese (con cui vinse il titolo 1989), HC Alaska Milano (in seconda serie, nel 1989-1990), per chiudere poi la carriera all'AS Hockey Pergine (1994-1996, in terza serie).

### Nazionale
Ha disputato un incontro con la maglia dell'Italia, in occasione di un'amichevole con il VSV Villach il 12 settembre 1980.

### Allenatore
Ha poi allenato le giovanili dell'Asiago Hockey AS (under 18 e under 20, nel 2008-2009), per passare, nella stagione successiva, a ricoprire contemporaneamente il ruolo di allenatore delle squadre di ragazzi più piccoli e di assistente allenatore della prima squadra, guidata da John Tucker.

## Biografia
È scomparso nel 2011 all'età di 53 anni a seguito di un infarto.

## Memorial Tessari
Il 28 gennaio 2012 si è disputato ad Asiago il "I Memorial Tessari" tra Old Bears Asiago e Ald Stars Varese, squadre di vecchie glorie tra le quali giocò anche Lucio Topatigh. L'appuntamento per ricordare Tessari è poi stato ripetuto annualmente, col "II Memorial Tessari" che si è disputato, sempre ad Asiago, il 27 ottobre 2012 tra Old Bears Asiago e vecchie glorie di Alleghe, Fassa e Varese; il III Memorial è stato disputato il 5 ottobre 2013 all'Hodegart tra Old Bears, Fassa Pioneers ed Alleghe Old Timers ed il IV Memorial il 25 ottobre 2014 (sempre ad Asiago) tra le stesse squadre (formate sempre da giocatori over 35) affrontatesi l'anno precedente.

## Palmarès

### Club
- Campionato italiano: 1

Varese: 1988-1989